# Памятник Рихарду Зорге (Баку)
Памятник Рихарду Зорге (азерб. Rixard Zorgenin heykəli) — памятник советскому разведчику времён Второй мировой войны, Герою Советского Союза Рихарду Зорге, расположенный в столице Азербайджана, в городе Баку, близ которого, в посёлке Сабунчи, родился разведчик. Установлен в 1981 году. Скульптор — Владимир Цигаль, архитекторы — Расим Алиев, Леонид Павлов, Ю. Дубов.
Памятник был открыт в мае 1981 года, в канун Дня Победы, в одной из аллей города (ныне — парк имени Рихарда Зорге). Сделан памятник из бронзы и гранита. Обрамляют его сосны, платаны и тутовые деревья, а рядом, в привезённую из Японии землю, было посажено вишнёвое дерево.
Сам скульптор, Владимир Цигаль говорил:
Много лет я мечтал создать памятник легендарному советскому разведчику, командиру группы, действовавшей в глубоком тылу врага, Р. Зорге. Побывал в Японии, подолгу говорил с людьми, знавшими его. Собранные материалы, впечатления помогли авторскому коллективу в создании памятника Зорге для его родины Баку, и вот наконец с архитектором Л. Павловым мы завершили долголетнюю работу для памятника замечательному патриоту.
Памятник Рихарду Зорге выполнен в виде продолговатой, выгнутой формы бронзовой доски, напоминающей радарную установку, в центре которой дано рельефное изображение средней части лица Зорге с прорезанными насквозь глазами. Его сосредоточенный и изучающий взгляд словно пронизывает человека. В этом обобщённо-условном образе скульптор пытался создать символ советского разведчика.
Фотография памятника иллюстрировала статью о Цигале в Азербайджанской советской энциклопедии.